# P-07A
docomo PRIME series P-07A（ドコモ プライム シリーズ ピー ゼロ なな エー）は、パナソニック モバイルコミュニケーションズが開発した、NTTドコモの第三世代携帯電話（FOMA）端末である。docomo PRIME seriesの端末。

## 概要
2008年冬モデルのPRIMEシリーズであったP-01Aの後継機。折りたたみ・Wオープン方式のVIERAケータイである。ソフトバンクモバイルが同日に発表したSoftBank 931Pと端末機能などで共通点が多くある。
全体的なデザインは、これまでのWオープン方式、P-01Aからの2WayキーのVIERAケータイを受け継いでいるが、サブディスプレイには、2.0インチでワイドQVGA+という大型で高解像度のものが使用されている。この大型サブディスプレイは、待受FLASHなどを表示させたり、写真撮影時のファインダーに使える。さらに録画した番組を背面で視聴できる機能や届いたメールを確認することもできる。
メインカメラは、パナソニック携帯電話初の約810万画素CMOSを搭載する。新たにLUMIXに採用されているインテリジェントオート（おまかせiA）を携帯電話機としては初めて搭載し、5つシーンで風景を自動認識し設定することも可能になった。P-01Aより改善された点は高感度撮影のサイズ制限が1Mから2Mワイドに変更した上でカメラ起動時間の短縮化、手振れ補正のハードウェア処理による処理時間短縮化、シャッターキーを搭載、Wオープンスタイル機種ならP905i以来のフォトライトを搭載しP704iと同じスマートフラッシュを搭載している。（本機種からは従来の5倍の明るさという高輝度LEDフラッシュ）
ワンセグは、これまでの最高30fpsから60fpsでの表示が可能になり、映像がさらに滑らかになった。また、10000：1の高コントラスト表示を実現している。ただし、従来のパナソニック製のワンセグ携帯電話（P905iTVを除く）同様、内蔵メモリへの録画はできない。
追加機能として2in1のメールBナンバーの着信機能、iモードブラウザのAdobe Flash、JavaScriptの対応、iアプリタッチ、電池残量表示の細分化などに対応している。
通信速度は最大7.2MbpsのFOMAハイスピードに対応している。またPRIME・旧9シリーズVIERAケータイとしては初の平型イヤホンジャックが廃止されて外部接続端子（充電・データ通信コネクタ）に統合され、イヤホンを接続する場合は別途変換アダプタが必要になった。
なお、同日発売となったN-06Aにiモード接続時の不具合が見つかったことから、ドコモが他機種における状況を調べたところ、この機種についても同様の不具合が発見されたことから、販売が一時停止された。
| 主な対応サービス                   | 主な対応サービス                                                    | 主な対応サービス                       | 主な対応サービス                                     |
| ---------------------------------- | ------------------------------------------------------------------- | -------------------------------------- | ---------------------------------------------------- |
| タッチパネル                       | FOMAハイスピード7.2Mbps                                             | Bluetooth                              | DCMX／おサイフケータイ                               |
| iアプリオンライン／地図アプリ      | 直感ゲーム／メガiアプリ                                             | iウィジェット                          | マチキャラ／iコンシェル                              |
| ホームU／ポケットU                 | GPS／ケータイお探し                                                 | デコメール／デコメ絵文字／デコメアニメ | iチャネル                                            |
| 着もじ／プッシュトーク             | テレビ電話／キャラ電                                                | 電話帳お預かりサービス                 | フルブラウザ                                         |
| おまかせロック／バイオ認証         | 外部メモリーへiモードコンテンツ移行／ユーザーデータ一括バックアップ | トルカ                                 | iC通信／iCお引越しサービス                           |
| きせかえツール／ダイレクトメニュー | バーコードリーダ／名刺リーダ                                        | 2in1                                   | エリアメール／ソフトウェアーアップデート自動更新     |
| GSM／3Gローミング（WORLD WING）    | 着うたフル／うた・ホーダイ                                          | Music&Videoチャネル／ビデオクリップ    | デジタルオーディオプレーヤー(WMA)(AAC)(SDオーディオ) |

### ワンセグ機能
- EPG（録画予約も可）
- 外部メモリ（microSDHC）への録画（本体には録画不可）
- 字幕放送
- マルチウィンドウ
- Bluetoothによるワイヤレス音声出力（レシーバーが著作権保護「SCMS-T方式」に対応している必要がある）
- 映像をより鮮やかに再現する「モバイルPEAKSプロセッサー」
- フレームレートを15fpsから60fpsにする「モバイルWスピード」
- 最大10000：1のコントラスト比を実現する「モバイルWコントラストAI」

## プリインストールiアプリ
以下のiアプリが購入時に端末にプリインストールされている。
| アプリ名                    | 概要                                                                                             |
| --------------------------- | ------------------------------------------------------------------------------------------------ |
| 機動戦士ガンダムオンライン  | プロローグ版                                                                                     |
| レイトン教授と悪魔の箱      | レイトン教授シリーズのパズルゲーム                                                               |
| ケータイTOOL＜辞書＞        | 「英会話とっさのひとこと辞典」「学研 辞スパ英和・和英辞書」、「学研 国語辞書」を搭載した総合辞書 |
| いっしょにデコ              | 2人で通信しながら、写真などの画像をデコレーションできるiアプリタッチ対応アプリです。             |
| P-SQUARE INFO               | P-SQUAREの新着情報を表示するウィジェット                                                         |
| iアバターメーカー           | iアバターを作成するアプリ                                                                        |
| 付箋                        | 画面上に付箋を簡単に貼り付けるアプリ                                                             |
| フォト文字 Touch            | カメラで撮影した画像やデータBOXの画像の加工ツール                                                |
| モバイルGoogleマップ        | Googleマップのアプリ。GPSを使った道案内、経路検索、衛星写真、ストリートビューなどを利用できる    |
| 地図アプリ                  | GPS機能を利用して、目的地を検索したり、乗り換え案内を駆使した、交通手段によるルートを表示が可能  |
| 日英/日中版しゃべって翻訳   | マイクに向かって主に旅行で使われる日本語、英語を話すだけで翻訳した文章を画面に表示する           |
| Gガイド番組表リモコン       | テレビ番組表とAVリモコン機能が1つになったアプリ                                                  |
| iD設定アプリ                | おさいふケータイクレジット決済サービスiDの設定アプリ                                             |
| DCMXクレジットアプリ        | NTTドコモが提供するおさいふケータイクレジットDCMXの設定アプリ                                    |
| FOMA通信環境確認アプリ      | FOMAハイスピードエリアを利用できるかを確認することができるiアプリ                                |
| モバイルSuica登録用iアプリ  | モバイルSuica契約用のiアプリ                                                                     |
| iアプリバンキング           | モバイルバンキングを簡単に利用するためのアプリ                                                   |
| マクドナルド トクするアプリ | 日本マクドナルドのかざすクーポンなどを利用するためのアプリ                                       |
| 楽オクアプリ                | 楽天オークション用のアプリ                                                                       |
| Start! iウィジェット        | iウィジェットの使い方をムービーで見ることができるiアプリ                                         |
| ROID ウィジェット           | モバイルサイト「ROID」の更新情報などを通知してくれるウィジェット                                 |
| お天気予報ウィジェット      | 天気情報をiウィジェット画面に表示するアプリ                                                      |
| 駅探乗換案内                | 乗り換え案内用アプリ                                                                             |
| iWウォッチ                  | iウィジェット画面でグラフィカルに時計や電池残量を確認することができるアプリ                      |
| 株価アプリ                  | 指定銘柄の株価情報を表示するアプリ                                                               |
| Google モバイル             | Google検索機能が利用できるアプリ                                                                 |

## CMキャラクター
- 水嶋ヒロ

## 歴史
- 2009年2月10日 - 電気通信端末機器審査協会（JATE）通過
- 2009年5月19日 - F-08A・F-09A・N-06A・N-07A・N-08A・N-09A・P-07A・P-08A・P-09A・P-10A・SH-05A・SH-06A・SH-07A・L-04A・L-06A・HT-03A・T-01Aの開発を発表。
- 2009年5月22日 - 発売開始
- 2009年5月25日 - ソフトウェアの不具合が発見され、販売を一時停止
- 2009年6月10日 - 販売再開

## 不具合
- 2009年5月25日 - N-06Aと同様のiモード接続時不具合が見つかり、一時販売停止措置がとられた。[1]
- 2009年7月24日に以下の不具合の修正がソフトウェアの更新でなされた。
  - 特定設定状態でメッセージR／Fを受信すると、iモードメニュー内の「iチャネル」の項目に未読メールアイコンが表示される
  - 使用状況によって、電池の持ちが悪くなる場合がある
- 2009年11月17日に以下の変更と不具合の修正がソフトウェアの更新でなされた。
  - iモードブラウザの一部機能（JavaScript機能）を再有効化
  - デコメ絵文字を含む、送信メールのプレビュー画面や送信済みメールを確認すると、メールの一部が表示されない場合がある
- 2010年6月1日に以下の不具合修正がソフトウェア更新でなされた。
  - GSMエリア圏内であっても圏外状態になることがある。
- 2011年5月12日に以下の不具合の修正がソフトウェアの更新でなされた。
  - フォントサイズを変更すると、絵文字の色指定が有効にならない場合がある。